# Luigi Dossena

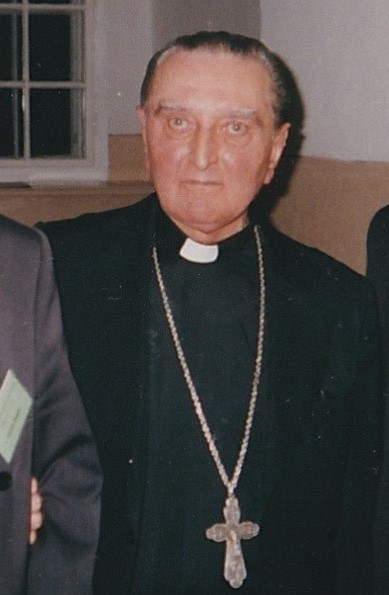
Luigi Dossena (1999)

Luigi Dossena (* 28. Mai 1925 in Campagnola Cremasca, Provinz Cremona, Italien; † 9. September 2007 ebenda) war ein Diplomat des Heiligen Stuhls.

## Leben
Luigi Dossena empfing am 25. März 1951 in Crema die Priesterweihe. Am 26. Februar 1973 wurde er von Papst Paul VI. zum Titularerzbischof von Carpi und zum Apostolischen Pro-Nuntius in Korea ernannt. Die Bischofsweihe spendete ihm Jean-Marie Kardinal Villot am 25. März desselben Jahres. 1978 wurde er zum Pro-Nuntius auf den Kapverdischen Inseln sowie im Niger, im Senegal und in Burkina Faso und zudem zum Apostolischen Delegat in Mali, Guinea-Bissau und Mauretanien ernannt. 1979 übergab er das Amt im Niger und in Burkina-Faso an Justo Mullor García. 1980 verlegte er den Sitz der Apostolischen Nuntiatur nach Mali.
1985 wurde er zum Apostolischen Nuntius in Peru ernannt. Er nahm – ganz untypisch, da ein Nuntius es in der Regel bei einer Begrüßung belässt, – an der gesamten Tagung des Sodalicio de Vida Cristiana vom 15. bis zum 18. Januar 1987 in Tacna zur „Theologie der Versöhnung“ teil. So bekundete er seine Unterstützung der Sodalicio-Bewegung.
1994 wechselte Luigi Dossena an die Nuntiatur in der Bratislava. Er war der erste Apostolische Nuntius in der Slowakei. Zudem bereitete er den Grundvertrag zwischen der Slowakei und dem Heiligen Stuhl vor sowie den Besuch von Johannes Paul II. in der Slowakei im Jahre 1995. 2005 wurde er vom slowakischen Staat für diese Leistungen mit dem Orden des Weißen Doppelkreuzes ausgezeichnet.
Am 8. Februar 2001 nahm Papst Johannes Paul II. Dossenas aus Altersgründen vorgebrachtes Rücktrittsgesuch an.